# Grudziński Hrabia

Herb Grudziński Hrabia

Grudziński Hrabia – polski herb hrabiowski, odmiana herbu Grzymała, nadany w Prusach.

## Opis herbu
Opis herbu wedle ilustracji Tadeusza Gajla, który opierał się na herbarzu Siebmachera, stworzony zgodnie z klasycznymi regułami blazonowania:
Tarcza dzielona w krzyż z tarczą sercową. W polu sercowym złotym, mur obronny czerwony z trzema basztami blankowanymi, z których środkowa wyższa, w murze otwarta brama z odrzwiami błękitnymi, w której mąż zbrojny z mieczem w uniesionej prawej ręce (Grzymała), w polu I królewna w sukni z górą czerwoną i dołem srebrnym, dosiadająca niedźwiedzia czarnego; w polu II czerwonym róża srebrna ze środkiem złotym i listkami zielonymi (Poraj); w polu III błękitnym pas złoty, nad nim i ponad nim po trzy takież lilie w pas (Wierzbna); w polu IV czerwonym łódź złota. Na tarczy korona hrabiowska nad którą hełm z klejnotem: trzy baszty jak w godle w wachlarz na ogonie pawim. Labry czerwone podbite złotem.

## Najwcześniejsze wzmianki
Nadany z tytułem hrabiowskim Zygmuntowi Ignacemu Janowi Nepomukowi von Grudzińskiemu, szambelanowi królewskiemu, właścicielowi dóbr Chodzież w Poznańskiem 19 września 1786 roku.
Wizerunek herbu pojawia się w herbarzu pruskim braci Tyroff z 1828 roku. W odniesieniu do ilustracji Gajla znajdują się tutaj dodatkowe elementy. Korona hrabiowska nie leży na tarczy, ale nad hełmem. Herb posiada dwa trzymacze w postaci zbrojnych mężów, którzy wewnętrznymi rękoma podtrzymują koronę, w zewnętrznych zaś trzymają halabardy. Kompozycja spoczywa na fragmencie murawy, na której posadowiono także panoplia w postaci dwóch armat, dwóch sztandarów i dwóch bębnów
W herbarzu Siebmachera z 1857 roku herb przedstawiono nieco inaczej niż zilustrował go Tadeusz Gajl. W polu sercowym brak męża zbrojnego w bramie, róża Poraja ma cztery płatki, zaś w klejnocie jest wyobrażenie wież z murami, nie zaś same wieże. W tej samej pracy znajduje się też opis herbu, gdzie z kolei mąż zbrojny w bramie w polu sercowym był obecny. Nie wyróżniono liczby płatków róży. Ponadto opis wzmiankuje obecność trzymaczy w formie dwóch mężów zbrojnych.
Maximilian Gritzner i Adolf Hildebrandt w 1874 roku podali zdawkowy opis herbu, pisząc, że herb jest skwadrowany z tarczą sercową, na której Grzymała, w polu I Rawicz, w polu II Poraj, w polu III Wierzbna, w polu IV Łodzia.
W kolejnej pracy Griztnera i Hildebrandta, z 1887 roku, ilustracja odpowiada tej u Tyroffa z 1828 roku, choć jest wykonana w innej stylizacji.
Herb tutaj opisywany jest herbem genealogicznym, zawierającym skrócony wywód przodków obdarowanego tytułem. Herb Poraj należał do jego matki, Krystyny Świniarskiej z Wybranowa, Wierzbna do babki ojczystej, Teresy Kazimiery Rydzyńskiej z Rydzyny, Rawicz do prababki ojczystej, Katarzyny Przyjemskiej, zaś Łodzia do prababki ojczysto-macierzystej (matka babki ojczystej), Jadwigi Rogalińskiej.

## Herbowni
Jedna rodzina herbownych (herb własny):
- graf von Grudna Grudziński.